# Anthomyia malaisei
Anthomyia malaisei är en tvåvingeart som beskrevs av Ackland 1987. Anthomyia malaisei ingår i släktet Anthomyia och familjen blomsterflugor.
Artens utbredningsområde är Myanmar. Inga underarter finns listade i Catalogue of Life.